# Pala (Pinhel)
Pala is een plaats (freguesia) in de Portugese gemeente Pinhel en telt 629 inwoners (2001).